# Georges Verriest
Georges Verriest (15 de julho de 1909 - 11 de julho de 1985) foi um futebolista francês. Ele competiu na Copa do Mundo FIFA de 1934, sediada na Itália.

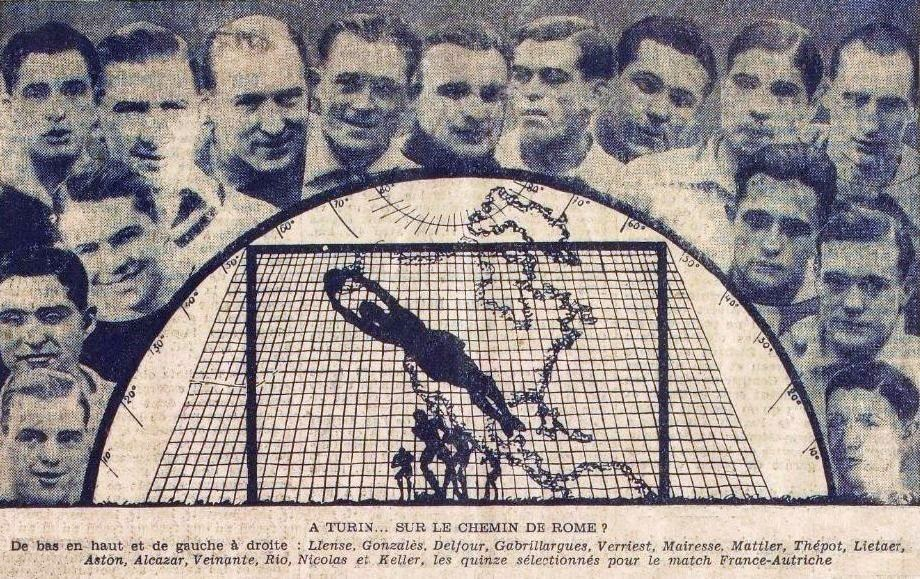
Equipe de 1934